# Långskär, Lovisa
Långskär är en ö i Finland. Den ligger omkring 85 kilometer öster om Helsingfors, i Finska viken, i kommunen Lovisa och landskapet Nyland, i den södra delen av landet.
Öns area är 3,1 hektar och dess största längd är 340 meter i sydöst-nordvästlig riktning. Närmaste större samhälle är Lovisa, 18,2 km nordväst om Långskär.